# Peoria (Illinois)
Pour les articles homonymes, voir Peoria.
Peoria (en anglais [piːɔəriə]) est une ville du centre de l'État de l'Illinois aux États-Unis, peuplée en 116 000 habitants (2014). Plus grande ville le long de la rivière Illinois, elle est le siège du comté de Peoria et aussi du diocèse de Peoria, suffragant de l'archidiocèse de Chicago. Elle est devenue, dans la culture américaine, la ville américaine moyenne type (« Will it play in Peoria? »).

## Histoire
Son nom provient de la tribu Peoria.
Peoria est un des plus anciens établissement en Illinois, lorsque les explorateurs remontrèrent la rivière Illinois du fleuve Mississippi. Les terres, qui deviendront Peoria, furent colonisées en 1680, lorsque l'explorateur René-Robert Cavelier de La Salle et Henri de Tonti construisirent le Fort Crèvecœur.
Les habitants d'Ayto, au Liban, ont eu une importante migration vers Peoria au début du XXe siècle. Il apparaît toujours dans des restaurants comme haddads la rue de l'université

## Démographie
Selon le recensement de 2014, la ville est la septième ville la plus peuplée de l'État de l'Illinois, avec une population de 115 828 habitants. La Peoria Metropolitan Statistical Area avait une population de 379 186 habitants en 2010, ce qui en fait la troisième plus grande agglomération de l'État après celle de Chicago et la partie Metro-East de la zone métropolitaine de Saint Louis.
| Groupe                           | Peoria | Illinois | États-Unis |
| -------------------------------- | ------ | -------- | ---------- |
| Blancs                           | 62,4   | 71,5     | 72,4       |
| Afro-Américains                  | 27,0   | 14,6     | 12,6       |
| Asiatiques                       | 4,6    | 4,6      | 4,8        |
| Métis                            | 3,6    | 2,3      | 2,9        |
| Autres                           | 2,2    | 6,7      | 6,2        |
| Amérindiens                      | 0,3    | 0,3      | 0,9        |
| Total                            | 100    | 100      | 100        |
|                                  |        |          |            |
| Hispaniques et Latino-Américains | 4,9    | 15,8     | 16,7       |

Selon l’American Community Survey pour la période 2011-2015, 88,47 % de la population âgée de plus de 5 ans déclare parler l'anglais à la maison, 4,70 % l'espagnol, 0,77 % l'hindi, 0,75 % une langue chinoise, 0,72 % l'arabe et 4,41 % une autre langue.

## Sociologie
Peoria est célèbre aux États-Unis pour être la ville la plus représentative des courants dominants touchant la société américaine. Il est devenu dans la culture américaine, la ville moyenne américaine type,,.
Un proverbe américain dit que si une action réussit à Peoria, elle réussira n'importe où ailleurs aux États-Unis. La question « Cela marchera-t-il à Peoria ? » (« Will it play in Peoria? ») est une métaphore traditionnellement utilisée pour demander si un produit donné, une personne, une publicité ou un événement est susceptible de séduire l'Américain moyen.

## Économie
Peoria abrite le siège de Caterpillar Inc., l'un des 30 sociétés composant l'indice Dow Jones Industrial Average.
Peoria a abrité également une usine de la Commercial Solvents Corporation (en) de 1920 à 1964 utilisant le procédé Weizmann (fermentation ABE) avec de la mélasse comme matière première et disposant de 96 fermenteurs de 190 000 litres soit 50 000 gallons.

## Évêché

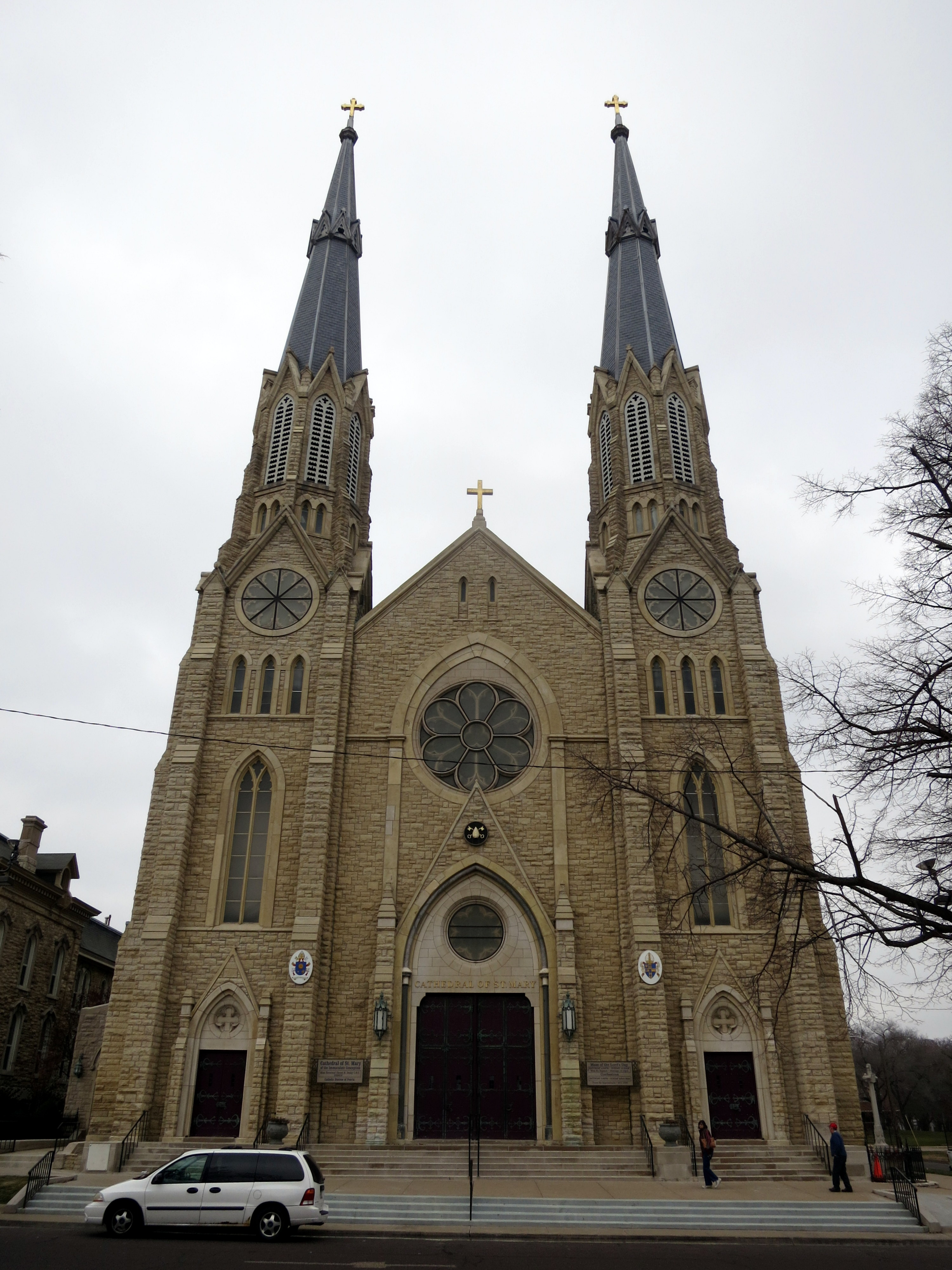
Façade de la cathédrale Sainte-Marie.

- Cathédrale Sainte-Marie-de-l'Immaculée-Conception de Peoria construite de 1885 à 1889 en style néo-gothique
- Diocèse de Peoria

## Jumelages
La ville de Peoria possède quatre sister cities (« villes jumelles »), situées sur deux continents :
| - Friedrichshafen, Allemagne - Benxi, Chine - Clonmel, Irlande - Aitou, Liban |